# Google Pay
Google Pay（グーグル ペイ）は、Googleのオンライン決済システムのひとつ。2023年3月29日、Google PayアプリはGoogle Walletアプリに切り替わり、Google PayはGoogle Walletの決済システムとして組み込まれることになった。

## 概要
ECサイト・モバイルアプリケーションに於けるオンラインショッピングや実店舗に於ける決済（電子決済）の外、ポイントカードや航空券などを管理する事が出来る。
2015年9月のGoogle I/Oにて、Android Payがアメリカ合衆国でリリースされた。2018年2月にGoogle ウォレットが統合され「Google Pay」の名称に変更されたが、2022年7月のGoogle I/Oで再び運転免許証や新型コロナウイルス感染症のデジタルワクチン接種証明書などの新機能を実装した「Google Wallet」が発表された。日本では2022年3月16日より使用可能になっている。
販売者側がGoogle Pay API for Passesに申し込んでアクセス権を付与され、Google Pay API for Passes Merchant Centerアカウントを作成することで、このAPIを使用してポイントカード、ギフトカード、クーポン、搭乗券、イベント チケット、交通機関の乗車券をユーザーが使用できるようにできる。

### 年表
2015年9月11日、アメリカ合衆国にてAndroid Payサービスを開始。
2018年2月、Android PayサービスとGoogle ウォレットが、Google Payに統合された。
2018年3月23日、音声AIアシスタント「Googleアシスタント」と「Google Pay」を使った個人間の送金が可能となり、まずはアメリカ合衆国のAndroidおよびiOSのGoogleアシスタントで可能になった。
2018年7月10日、アメリカ合衆国にて個人間送金サービス「Google Pay Send」を決済サービス「Google Pay」に統合し、Google Payで個人間送金を可能にした。
2018年10月9日、日本版でQUICPay (QUICPay+)に対応した。
2019年11月14日、日本版でVisaのタッチ決済が利用可能になった。
2021年6月30日、新型コロナウイルスのワクチン接種証明書を保存・表示が可能になった。
2021年7月、かざすだけで通信するNFCでGoogle Payの残高を支払える仮想カード「Google Pay balance」の展開がアメリカ合衆国でスタートした。
2022年7月、名称を「Google Wallet」に変更することが発表された。Androidデバイスで順次利用可能となる。
2023年3月、Google PayアプリはGoogle Walletアプリへと切り替わり、Google PayはGoogleの決済システムとして残留することが発表された。

### 各国での展開

Global availability of Google Wallet

- アルメニア*
- オーストラリア
- オーストリア
- アゼルバイジャン*
- ベルギー
- ブラジル*
- ブルガリア
- カナダ
- チリ
- コスタリカ
- クロアチア
- キプロス
- チェコ
- デンマーク
- エクアドル
- エストニア
- フィンランド
- フランス
- ジョージア*
- ドイツ
- ギリシャ
- 香港
- ハンガリー
- アイスランド
- アイルランド
- イスラエル*
- イタリア
- 日本*
- カザフスタン*
- クウェート
- キルギス*
- ラトビア
- リヒテンシュタイン
- リトアニア
- ルクセンブルク
- マレーシア
- マルタ
- メキシコ
- モルドバ*
- オランダ
- ニュージーランド
- ノルウェー
- ポーランド
- ポルトガル
- カタール
- ルーマニア
- セルビア*
- シンガポール
- スロバキア
- スロベニア
- 南アフリカ共和国
- スペイン
- スウェーデン
- スイス
- 台湾*
- タイ
- ウクライナ*
- アラブ首長国連邦
- イギリス (includes  ケイマン諸島)
- アメリカ合衆国 (includes  プエルトリコ)
- ベトナム*

* = Fitbit OS の Google ウォレットでは利用不可

## 対応するオペレーティングシステム
Google Pay は、次のオペレーティングシステム(OS)に対応している。
- Google
  - Android （5.0以降）
  - Wear OS by Google

## 日本仕様のGoogle Pay
日本のGoogle Payは、近距離無線通信(NFC)に加えてFeliCaにも対応している事が特徴であるが、後者を利用するにはFeliCaを搭載するスマートフォン（ガラパゴススマートフォン）が必要である。

### おサイフケータイとの関係
日本においては、Google Payの源流の一つであるAndroid Payが開始される前から、フェリカネットワークスが提供するおサイフケータイによって決済（電子決済）サービスが提供されていた。おサイフケータイは、2010年にKDDI及び沖縄セルラー電話がIS03（シャープ製）を発売するのに合わせてフィーチャーフォンからAndroidに移植された。一方、Googleは2016年に日本でのAndroid Payのサービスを開始した（2018年に現在の名称に変更）。
この結果、日本のAndroidではサイフケータイとGoogle Payの2つのウォレットアプリが並存することになった。この状況を解消するため、JCBはおサイフケータイからのQUICPayの登録を終了し、三井住友カードはiDアプリでのiDの新規の申込受付を終了するなど、各社がGoogle Payに一本化する動きを見せる一方、これらのサービスはGoogle Payで利用する場合であってもおサイフケータイ上で動いているため、Felicaの決済サービスを使うときには、おサイフケータイのインストールを必要とするなど、アプリそのものは密接に関係している。
なお、おサイフケータイ上で利用できるGoogle Payの楽天Edyと楽天Edyアプリ、Google Payのnanacoとnanacoモバイル、Google PayのWAONとモバイルWAONアプリ、Google PayのSuicaとモバイルSuicaアプリはそれぞれ仕様が異なるため、利用したい機能がGoogle Payに対応していない場合は各サービスのアプリの利用や併用を視野に入れる必要がある。

### Google Payトークンサービス
「Google Payトークンサービス」モバイルペイメント規定に基づく。2018年10月9日にGoogle PayによるQUICPay / QUICPay+ 決済を提供開始した。当初は登録可能なカードイシュアはKyash、ジャックス、JCBの3社だけであった。また同様にGoogle PayによるiD決済が開始された（「対応ブランドは対応するサービス」参照）。
QUICPay / iD 決済のいずれもGoogle Payトークンサービス・モバイルペイメントにより実現されている。そのため前掲の同規定が適用され、Google Payに登録したクレジットカードが、当該スマートフォンの盗難、紛失などにより不正使用された場合は、補償の対象外となる場合がある。
また、日本仕様のスマートフォンに搭載の「おサイフケータイ」機能により提供されるQUICPay決済 / iD決済機能とは機能や仕様が一部異なる。

### ポイントカード
Android Pay時代より引き継ぎ、さまざまな店舗のバーコード式ポイントカードについて、カード番号を入力、登録する事により、ポイントカードとして光学式読み取りが可能となる。
一般のバーコード規格のものであれば殆ど対応可能であるが、QRコードその他特殊なポイントカードや磁気式ポイントカードには対応できない。
また、店舗によっては、このウォレット式のバーチャルポイントカードの利用を認めず、物理的ポイントカードもしくは店舗専用アプリ上のバーチャルポイントカードの提示を求める場合もある。

### クーポン
有効期限が切れる前にクーポンを利用するようにユーザーに通知するため、デフォルトでは、クーポンの有効期限が切れる48時間前に通知がトリガーされる。

### 搭乗券
Google Pay API for Passesを使用することで、Google Payユーザーは、クラウドにアクセスできるAndroid搭載モバイル端末で、保存済みの搭乗券を表示したり使用したりできるようになる。このユーザーには、利用予定のフライトの最新状況を知らせる通知が送信される。

### 乗車券
交通機関向けGoogle Payでは、QRコードやUPC-Aなど、各種のバーコードチケット形式をサポートしている。

### オンラインまたはアプリでのお支払い
オンラインショップやUberやAirbnbなどのアプリで購入する際は、Google Payに保存されているクレジットカードを利用して支払いできる。

### 対応するサービス
- 非接触決済
  - FeliCa
    - 楽天Edy （楽天Edy）[26]
    - nanaco （セブン・カードサービス）[27]
    - WAON （イオンクレジットサービス）[28]
    - Suica （東日本旅客鉄道）[29]
    - PASMO （パスモ）[30]
    - QUICPay+ （ジェーシービー）[8][注 3]
    - iD （NTTドコモ）[42][注 4]

  - NFC
    - Visaのタッチ決済 (Visa)[9][注 5]
    - Mastercard Contactless (Mastercard)[注 6]
- ポイントカード
  - 楽天ポイントカード（楽天ペイメント）[26]
  - モバイルdポイントカード（NTTドコモ）[58]
- イベントチケット
  - イープラス[59]
- 会員証
  - Hilton Honors
- 搭乗券
  - JAL国内線搭乗券[60]
  - ジェットスターモバイル搭乗券[61]
- オンラインまたはアプリでのお支払い
  - Vanilla Air[62]
  - BookLive![63]
  - スペースマーケット[64]
  - JapanTaxi[65]
  - Creema[66]
  - TakeMe（旧日本美食）[67]
  - minne[68]

### 旧バージョン (Android Pay)
ここでは、Google Payに統合される以前のAndroid Payの特有事項について記載する。
日本版のAndroid Payは日本向け以外の仕様のスマートフォンに搭載されたおサイフケータイをベースとする専用版であり、日本向け以外の他国版のAndroid Payや、おサイフケータイ機能を搭載しないスマートフォンとの互換性はない。Android 4.4以降の機種が必要である。電子決済に利用するには、FeliCaを搭載している必要がある。

#### 対応サービス
Google Pay 以降に対応したサービスを除く。
- 非接触決済
  - 楽天Edy（楽天Edy）[26]
  - nanaco（セブン・カードサービス）[27]
- ポイントカード
  - 楽天ポイントカード（楽天）[26]
  - モバイルdポイントカード（NTTドコモ）[58]
  - モバイルTカード（Tポイント・ジャパン）[70]

## 日本仕様以外のGoogle Pay
日本以外のGoogle Payは、NFCに対応するサービスが利用できる。

### 交通機関カード
Google Payアプリから以下のチケットを購入することができる。（日本国内から購入可能）
アメリカ合衆国
- SmarTrip（ワシントンD.C.）
- 380 Express（アイオワ州アイオワシティ - シーダーラピッズ）
- Ketchikan（アラスカ州ケチカン）
- Coshise Connection（アリゾナ州ダグラス）
- Ozark Regional Transit（英語版）（アーカンソー州スプリングデール）
- RMTD（イリノイ州カーボンデール）
- River Valley Metro（イリノイ州カンカキー）
- Ventra（イリノイ州シカゴ）
- Jackson County MTD（イリノイ州ジャクソン郡）
- Champaign-Urbana MTD（イリノイ州シャンペーン郡アーバナ）
- RMTD（イリノイ州ロックフォード）
- Interurban Trolley（インディアナ州エルクハート）
- Gary Public Transit（英語版）（インディアナ州ゲーリー）
- Valpo Transit（インディアナ州ヴァルパレーゾ）
- Transpo（英語版）（インディアナ州サウスベンド）
- Citilink（英語版）（インディアナ州フォートウェイン）
- Bloomington Transit（英語版）（インディアナ州ブルーミントン）
- CityBus of Greater Lafayette（インディアナ州ラファイエット）
- GO Transit（ウィスコンシン州オシュコシュ）
- EPTA（ウェストバージニア州バークレー、ジェファーソン郡）
- Mountain Line Transit Authority（ウェストバージニア州モーガンタウン）
- EMBARK（オクラホマ州オクラホマ シティ）
- Sunset Empire Transit（オレゴン州アストリア）
- Albany Transit System（オレゴン州オールバニー）
- Linn-Benton Loop（オレゴン州オールバニー / コーバリス）
- Philomath Connection（オレゴン州フィロマス）
- Columbia Area Transit（オレゴン州フッドリバー郡）
- GOrge Pass（オレゴン州フッドリバー郡）
- Benton Area Transit（オレゴン州ベントン郡）
- Hop（英語版） （オレゴン州ポートランド）
- Linn Shuttle（オレゴン州リン郡）
- Lincoln County Transit（オレゴン州リンカーン郡）
- Milton Transit（オンタリオ州ミルトン）
- Metro（ミシガン州カラマズー）
- Clipper（カリフォルニア州サンフランシスコベイエリア）
- AC Transit（カリフォルニア州アラメダ郡オークランド）
- Kern Transit（カリフォルニア州カーン郡）
- Golden Empire Transit（カリフォルニア州カーン郡ベーカーズフィールド）
- Calaveras Connect（カリフォルニア州カラベラス郡サンアンドレアス）
- Omnitrans（カリフォルニア州サンバナディーノ郡）
- Mountain Transit（カリフォルニア州サンバナディーノ郡ビッグベアー）
- Country Express（カリフォルニア州サンベニト郡）
- San Joaquin RTD（カリフォルニア州サンホアキン郡ストックトン）
- Turlock Transit（カリフォルニア州スタニスラウス郡ターロック）
- Modesto Area Express（カリフォルニア州スタニスラウス郡モデスト）
- SolTrans（カリフォルニア州ソラノ郡ヴァレーホ / ベニシア）
- FAST（カリフォルニア州ソラノ郡フェアフィールド）
- Redwood Coast Transit（カリフォルニア州デルノルト郡）
- Vine Transit（カリフォルニア州ナパ郡ナパ）
- RTS（カリフォルニア州ハンボルト郡）
- Eureka Transit Service（カリフォルニア州ハンボルト郡ユーリカ）
- Gold Coast Transit（カリフォルニア州ベンチュラ郡オックスナード）
- Simi Valley Transit（カリフォルニア州ベンチュラ郡シミバレー）
- Banning Transit（カリフォルニア州リバーサイド郡バニング）
- SunLine Transit Agency（カリフォルニア州リバーサイド郡パームスプリングズ）
- Beaumont Transit（カリフォルニア州リバーサイド郡ボーモント）
- The Garibaldi（カリフォルニア州ロサンゼルス郡アバロン）
- Santa Clarita Transit（カリフォルニア州ロサンゼルス郡サンタクラリタ）
- Big Blue Bus（カリフォルニア州ロサンゼルス郡サンモニカ）
- 81 Connection - OCCK（カンザス州ノース セントラル カンザス）
- CityGo - OCCK（カンザス州ノース セントラル カンザス）
- KanConnect - OCCK（カンザス州ノース セントラル カンザス）
- aTa Bus（カンザス州マンハッタン）
- Lawrence Transit（カンザス州ローレンス）
- Go BG Transit（ケンタッキー州ボーリンググリーン）
- WRTD（コネチカット州ウィンダム）
- 9 Town Transit（コネチカット州センターブルック）
- Southeast Area Transit（コネチカット州ニューロンドン郡）
- Middletown Area Transit（コネチカット州ミドルタウン）
- Mountain Express Transit（コロラド州アーシュレタ郡）
- Summit Stage（コロラド州サミット郡）
- Prairie Express（コロラド州スターリング）
- Durango Transit（コロラド州デュランゴ）
- Athens-Clarke County Transit（ジョージア州アセンズ）
- Chatham Area Transit（ジョージア州サバナ）
- Macon Transit Authority（ジョージア州メーコン）
- Concho Valley Transit（テキサス州サンアンジェロ）
- KATS（テネシー州キングスポート）
- Clarksville Transit System（テネシー州クラークスビル）
- Nashua Transit（ニューハンプシャー州ナシュア）
- NMDOT Park and Ride（ニューメキシコ州サンタフェ）
- GGFT（ニューヨーク州グレンズフォールズ）
- NFTA Metro（ニューヨーク州バッファロー）
- Las Vegas Monorail（ネバダ州ラスベガス）[71]
- RTC（ネバダ州リノ、スパークス）
- Jacksonville Transit（ノースカロライナ州ジャクソンビル）
- FAST（ノースカロライナ州ファイエットビル）
- Capital Area Transit（ノースダコタ州ビスマーク）
- Hele-On Bus（ハワイ州ハワイ郡）
- Green Mountain Transit（バーモント州バーリントン）
- Key West Transit（フロリダ州キーウエスト）
- StarMetro（フロリダ州タラハッシー）
- Space Coast Area Transit（フロリダ州ブレバード郡）
- Marty（フロリダ州マーティン郡）
- MCAT（フロリダ州マナティ）
- LANTA（ペンシルベニア州アレンタウン）
- IndiGO（ペンシルベニア州インディアナ）
- CATA（ペンシルベニア州クロウフォード、ベナンゴ郡）
- Capital Area Transit（ペンシルベニア州ハリスバーグ）
- rabbittransit（ペンシルベニア州ヨーク）
- The Grid（マサチューセッツ州ボストン）
- Ironton Ferry（ミシガン州シャールボイ）
- The Bus（ミズーリ州スプリングフィールド）
- St Joseph Transit（ミズーリ州セントジョセフ）
- Maple Grove Transit's MY RIDE（ミネソタ州メープルグローブ）
- RTA（メリーランド州ハワード郡、アナランデル郡、プリンス ジョージズ郡）
- TransIT（メリーランド州フレデリック）
- Atrans（ルイジアナ州アレクサンドリア）
- Pacific Transit（ワシントン州キング郡レイモンド）
- Clallam Transit（ワシントン州クララム郡ポートエンジェルス）
- Grays Harbor Transit（ワシントン州グレイズハーバー郡）
- Link Transit（ワシントン州シェラン郡ワナッチー）
- Mason Transit（ワシントン州メイソン郡シェルトン）
- Twin Transit（ワシントン州ルイス郡セントラリア）
- Valley Transit（ワシントン州ワラワラ郡ワラワラ）

カナダ
- Milton Transit（オンタリオ州ミルトン）
- Roam Transit（ボウバレー - レイクルイーズ～バンフ～アルバータ州キャンモア）
- Whitehorse Transit（ユーコン準州ホワイトホース）

イギリス
- Pop（ノース・イースト・イングランド）

スロバキア
- Dopravná karta SK

オーストラリア
- myki（英語版）（メルボルン）[72]

### 搭乗券
- ユーロスター（欧州）

### その他
- COVID Card[10][11]　アメリカのほか、オーストラリア、カナダ、ニュージーランド、シンガポール、スペイン（ムルシア州のみ）、イギリスにて利用できる。

## 旧バージョン (Google ウォレット)
Google ウォレット（英語: Google Wallet）は、手数料無料でモバイル端末やPCから送受金を行う、Googleが開発したP2P電子決済サービスである。
インストール後にアカウントと既存のデビットカードまたは口座に接続し、アプリ（Android 4.0以降、iOS 7.0以降 ）またはGmail経由で利用する。
2018年2月にGoogle Payに統合されている。

### サービス
送金時には対象のメールアドレスまたは電話番号を入力し、受信側が引き出す際には口座にその電話番号やメールアドレスをリンクする必要があるが、アカウントを持っている場合は直接アカウントに入金される。アカウントが作成されると、2つの銀行口座に接続できる。Google PlayかApp Storeで無料でダウンロードした後、管理用暗証番号4桁を設定する。

### ビジネスモデル
利用者には課金されず、入出金限度額がトランザクションや一定の期間内に設定されている。以前はデビットカード使用時に2.9％の手数料を課したが、2016年5月2日に撤廃した。
振込があれば即利用可能であり、アカウントと口座が接続されていればATMからその場で引き出せる。引き出し時にも勘定額が即座に反映される。